# استنلی کووی
استنلی کووی (انگلیسی: Stanley Cowie؛ 1890 – august ۱۹۲۷ (۳۶−۳۷ سال)) بازیکن فوتبال اهل پادشاهی متحد بریتانیای کبیر و ایرلند بود.
از باشگاه‌هایی که در آن بازی کرده‌است می‌توان به باشگاه فوتبال اکستر سیتی و باشگاه فوتبال بلکپول اشاره کرد.